# Natsumi no Hotaru
Natsumi no Hotaru (Nhật: 夏美のホタル Hepburn: Đom đóm của Natsumi) là bộ phim điện ảnh Nhật Bản do Hiroki Ryuichi làm đạo diễn , công chiếu vào năm 2016. Phim được dựa trên tiểu thuyết cùng tên của Morisawa Akio xuất bản tháng 12 năm 2010.

## Cốt truyện
Kawai Natsumi là sinh viên tốt nghiệp ngành nhiếp ảnh và mơ ước trở thành một thợ nhiếp ảnh chuyên nghiệp. Cùng chiếc xe mô-tô do người cha quá cố để lại, Natsumi rong ruổi đến miền quê để tìm chụp cảnh đom đóm mà cô và cha đã từng thấy. Ở đây, Natsumi gặp bà lão Yasu và người con trai Jizo. Ông Jizo bị liệt chân sau một lần gặp tai nạn ở công trường xây dựng. Sau đó ông li dị vợ vì không muốn vợ con phải chịu khổ vì mình. Hai mẹ con mở một tiệm bán đồ bách hóa nhỏ. Bạn thân của Natsumi là Aiba Shingo cũng tìm đến vùng quê này và cả hai cô cậu sinh viên xin được ở lại nhà của ông Jizo và bà Yasu để chụp những bức ảnh mùa hè đời thường ở vùng quê này. Cho đến một ngày, ông Jizo bị vỡ mạch máu và nhập viện. Sau đó, Natsumi cùng bà lão Yasu đến gặp vợ cũ của ông Jizo để họ hay tin và đến thăm ông. Đó cũng là lúc con trai ông là Koei gặp lại người cha của mình.
Ba năm sau khi ông Jizo mất, Natsumi và Shingo kết hôn với nhau và cùng trở lại vùng quê để viếng mộ của bà Yasu và ông Jizo.

## Diễn viên
- Arimura Kasumi trong vai Kawai Natsumi
- Kudo Asuka trong vai Aiba Shingo
- Mitsuishi Ken trong vai Fukui Keizo
- Kobayashi Kaoru trong vai Sakakiyama Ungetsu
- Yoshiyuki Kazuko trong vai Fukui Yasue
- Fuchikami Yasushi trong vai Kawai Tadao
- Murakami Nijiro trong vai Koei
- Nakamura Yuko trong vai Miyako

## Giải thưởng
| Giải thưởng | Giải thưởng                               | Giải thưởng                    | Giải thưởng      | Giải thưởng | Giải thưởng |
| Năm         | Giải thưởng                               | Hạng mục                       | Người được đề cử | Kết quả     | Tham khảo   |
| ----------- | ----------------------------------------- | ------------------------------ | ---------------- | ----------- | ----------- |
| 2016        | Giải thưởng phim Nikkan Sports lần thứ 29 | Nữ diễn viên trẻ xuất sắc nhất | Arimura Kasumi   | Đoạt giải   | [ 4 ]       |
| 2016        | Giải thưởng Kinema Junpo lần thứ 90       | Diễn viên trẻ xuất sắc         | Murakami Nijiro  | Đoạt giải   | [ 5 ]       |